# Distrito de Busiki
El distrito de Namutumba (a veces "Busiki") es uno de los distritos pertenecientes a la República de Uganda. Está al este del país. Su nombre proviene de su ciudad capital, la ciudad de Busiki.
Su población es de 252 562 personas, lo que hace que Busiki sea uno de los distritos ugandeses menos habitados.